# NGC 252
NGC 252 је лентикуларна галаксија у сазвежђу Андромеда која се налази на NGC листи објеката дубоког неба.
Деклинација објекта је + 27° 37' 24" а ректасцензија 0h 48m 1,7s. Привидна величина (магнитуда) објекта NGC 252 износи 12,5 а фотографска магнитуда 13,4. NGC 252 је још познат и под ознакама UGC 491, MCG 4-3-4, CGCG 480-7, IRAS 00453+2721, PGC 2819.